# Trofeo Johan Cruijff
Il Trofeo Johan Cruijff (Trophée Johan Cruyff, in francese) è un premio calcistico istituito da France Football nel 2024 per premiare i migliori allenatori di calcio maschile e di calcio femminile della stagione calcistica europea precedente. Il riconoscimento è stato intitolato a Johan Cruijff, vincitore del Pallone d'oro nel 1971, 1973 e 1974 e allenatore di Ajax e Barcellona, morto nel 2016.

## Criteri
Il premio è assegnato al miglior allenatore di calcio maschile e al miglior allenatore di calcio femminile della stagione calcistica europea precedente.

## Albo d'oro

### Calcio maschile
| Anno | Posizione | Allenatore        | Squadra          | Punti |
| ---- | --------- | ----------------- | ---------------- | ----- |
| 2024 | 1º        | Carlo Ancelotti   | Real Madrid      | 118   |
| 2024 | 2º        | Xabi Alonso       | Bayer Leverkusen | 89    |
| 2024 | 3º        | Luis de la Fuente | Spagna           | 63    |

### Calcio femminile
| Anno | Posizione | Allenatore       | Squadra               | Punti |
| ---- | --------- | ---------------- | --------------------- | ----- |
| 2024 | 1º        | Emma Hayes       | Chelsea / Stati Uniti | 72    |
| 2024 | 2º        | Jonatan Giráldez | Barcellona            | 49    |
| 2024 | 3º        | Arthur Elias     | Corinthians / Brasile | 14    |

## Statistiche

### Classifica per nazionalità

#### Calcio maschile
| Nazione | Allenatori | Totale |
| ------- | ---------- | ------ |
| Italia  | 1          | 1      |

#### Calcio femminile
| Nazione     | Allenatori | Totale |
| ----------- | ---------- | ------ |
| Inghilterra | 1          | 1      |

### Classifica per club

#### Calcio maschile
| Club        | Allenatori | Totale |
| ----------- | ---------- | ------ |
| Real Madrid | 1          | 1      |

#### Calcio femminile
| Nazione | Allenatori | Totale |
| ------- | ---------- | ------ |
| Chelsea | 1          | 1      |